# Сходження Апокаліпсиса
«Сходження Апокаліпсиса» (англ. «Rise of Apocalypse») — обмежена серія коміксів з чотирьох випусків, що вийшла 1996 року в американському видавництві Marvel Comics. Автором серії є Террі Кавана, а художником — Адам Полліна.

## Сюжет
5 000 років тому в єгипетській пустелі ватага кочівників-грабіжників знаходить немовля. Дитину виховує і називає Ен Сабаг Нур вождь племені Баал, який навчає хлопчика виживанню найсильніших. Водночас Єгиптом править фараон Рама-Тут, який насправді є мандрівником у часі Канґом Завойовником, що прибув з майбутнього, щоб оголосити Ен-Сабах-Нура своїм спадкоємцем, адже хлопчик виросте і стане одним з наймогутніших мутантів і найвідоміших лиходіїв в історії; Апокаліпсис. Плем'я Нур знищується арміями Тут. Перед смертю Баал говорить Нур, що йому судилося здійснити великі справи. Прагнучи помститися, Ен-Сабах Нур вирушає до міста Рама-Тута, де ховається як раб і закохується в Нефрі, сестру Озімандіаса, полководця Тута. Але Нур врешті-решт відкидає Нефрі, побачивши його спотворений вигляд. Прокинувшись, він поневолює Озімандіас, а Рама-Тут тікає, і його мутантські сили прокидаються. Перейменувавши себе на Апокаліпсис, він вирушає знищувати слабких.

## Колекційні видання
Серія зібрана у книжковій палітурці:
| Назва                  | Випуски                           | Кількість сторінок | Дата видання  | ISBN               |
| ---------------------- | --------------------------------- | ------------------ | ------------- | ------------------ |
| The Rise of Apocalypse | Rise of Apocalypse; X-Factor #5-6 | 160 стор.          | Березень 1998 | ISBN 0-7851-0586-7 |